# Черепанов, Вячеслав Сергеевич
Вячесла́в Серге́евич Черепа́нов (12 сентября 1939, Ижевск, Удмуртская АССР, РСФСР — 2012, Ижевск, Российская Федерация) ― советский российский учёный-педагог, доктор педагогических наук (1991), профессор (1992), Заслуженный деятель науки Удмуртской Республики (1992),ректор Глазовского государственного педагогического института имени В. Г. Короленко (1982—1992).

## Биография
Родился 12 сентября 1939 года в городе Ижевск, Удмуртская АССР, РСФСР
В 1961 году окончил Удмуртский государственный педагогический институт. Работал в Ижевском государственном механическом институте, где возглавлял одну из кафедр, был заместителем декана приборостроительного факультета.
В 1969 году защитил диссертацию на соискание учёной степени кандидата физико-математических наук. В 1982 году назначен ректором Глазовского государственного педагогического института имени В. Г. Короленко. Возглавлял институт до 1992 года.
В 1984 году награждён знаком «Отличник высшей школы СССР»
В 1991 году успешно защитил диссертацию на соискание учёной степени доктора педагогических наук. В 1992 году вернулся в Ижевск, где стал заведующим кафедрой физики, и был избран профессором кафедры профессиональной педагогики Ижевского государственного технического университета. В том же году Вячеслав Черепанов был удостоен почётного звания «Заслуженный деятель науки Удмуртской Республики»
В 2005 году стал профессор кафедры педагогики Института повышения квалификации и переподготовки работников образования Удмуртской Республики. В 2006 года назначен заведующим, профессором кафедры профессиональной педагогики Ижевского государственного технического университета.
Черепанов стал основателем научной школы по педагогической квалиметрии. Написал 10 монографий и учебных пособий, более 150 печатных научных работ. Среди его учеников трое стали докторами и 26 кандидатами наук. С 1995 года возглавлял Ижевский филиал Исследовательского центра проблем качества подготовки специалистов и филиал Уральского отделения Российской академии образования (с 2000, Екатеринбург).
Входил в редколлегии Всероссийских журналов: «Вопросы тестирования в образовании», «Педагогическая диагностика», «Педагогические измерения».
Умер в 2012 году в Ижевске.